# Festuca sinomutica
Festuca sinomutica är en gräsart som beskrevs av Xiang Chen och Sylvia Mabel Phillips. Festuca sinomutica ingår i släktet svinglar, och familjen gräs. Inga underarter finns listade i Catalogue of Life.